# Мустай Карим (теплоход)
«Мустай Карим» — российский четырёхпалубный пассажирский теплоход класса «река-море» проекта PV300, флагман круизной компании «ВодоходЪ». Судно названо в честь башкирского поэта, писателя и драматурга Мустая Карима.
Позиционируется как первый за более чем 60 лет построенный в России пассажирский круизный лайнер такого класса. Судно спроектировано по концепции «плавучей гостиницы» с уровнем сервиса, сопоставимым с пятизвёздочным отелем. В 2020 году было включено Британским Королевским обществом корабельных инженеров (RINA) в ежегодный список «Significant Ships of 2020» (Значимые суда 2020 года).
Эксплуатируется в Волжско-Камском и Северо-Западном бассейнах с возможностью каботажного плавания в Азовском, Чёрном, Каспийском, Балтийском и Белом морях. Владельцем судна является АО «Машпромлизинг», оператором — компания «ВодоходЪ».

## История
Проект судна PV300 разработан Морским инженерным бюро (Санкт-Петербург) в 2010—2015 годах по заказу Федерального агентства морского и речного транспорта в рамках ФЦП «Развитие гражданской морской техники». Изначально, с февраля 2017 года, судно носило проектное название «Князь Владимир». Решение о переименовании было принято после назначения в феврале 2019 года на должность генерального директора «Водохода» Ришата Багаутдинова. Будучи уроженцем Уфы, он инициировал присвоение лайнеру имени Мустая Карима — народного поэта Башкортостана, 100-летний юбилей которого отмечался в 2019 году.
Трёхсторонний контракт на строительство между «Водоходом», заводом «Красное Сормово» и АО «Машпромлизинг» был подписан в январе 2017 года. Закладка судна состоялась 28 марта 2017 года. «Мустай Карим» стал вторым заложенным, но первым построенным судном проекта PV300. Первым по дате закладки (август 2016 года) был теплоход «Пётр Великий», строившийся для компании «Мостурфлот» на астраханской верфи «Лотос». Спуск на воду состоялся 11 сентября 2019 года в торжественной обстановке. На церемонии присутствовали представители федеральных и региональных властей, руководства ОСК, а также члены семьи Мустая Карима. Судно было передано заказчику 3 августа 2020 года.
Начало эксплуатации теплохода сопровождалось рядом переносов. Первоначально выход в рейс планировался на май 2020 года с ориентацией на зарубежных туристов, но из-за пандемии COVID-19 и последующих технических трудностей старт навигации был отложен. Во время перегонного рейса из Нижнего Новгорода в Санкт-Петербург была выявлена неисправность винторулевой колонки, что потребовало докования на Канонерском судоремонтном заводе и отмены первого запланированного круиза из Санкт-Петербурга.
В первый круиз по маршруту Москва — Санкт-Петербург теплоход отправился 22 августа 2020 года. Первый морской рейс из Ростова-на-Дону в Новороссийск через Азовское и Чёрное моря состоялся 25 сентября 2020 года.
В главном баре «Панорама» на почётном месте размещён герб СССР, снятый с дизель-электрохода «Советский Союз» (1959) — последнего пассажирского судна, построенного на заводе «Красное Сормово» до «Мустая Карима».

## Конструкция и устройство
Судно имеет четыре пассажирские палубы и верхнюю открытую «солнечную» палубу с солярием. Отличительной чертой проекта PV300 является отсутствие традиционных сквозных прогулочных палуб по всему периметру, за исключением нижней. Для удобства пассажиров и персонала на борту установлено два пассажирских и четыре грузовых лифта.
Носовая оконечность корпуса имеет инверсную (обратно наклонную) форму, предназначенную для разрезания волны, что обеспечивает более плавный ход. Такая конструкция позволяет судну работать при волнении до 3 метров и в битом льду толщиной до 30 см. В качестве движителей используются две полноповоротные винторулевые колонки. Управление судном осуществляется с помощью джойстиков, традиционный штурвал отсутствует.
На борту расположено 169 кают различных классов, включая каюты с балконами и одну, оборудованную для маломобильных пассажиров. Все каюты имеют панорамное остекление. Пассажирская инфраструктура включает рестораны «Агидель» и «Иремель», несколько баров («Панорама», винная библиотека, «Башкирия»), трансформируемый конференц-зал, читальный салон, сувенирный магазин, спортивно-оздоровительный комплекс (тренажёрный зал, спа-салон с сауной и хаммамом), парикмахерскую и медицинский кабинет.
Спасательное оборудование состоит из двух моторных шлюпок вместимостью по 96 человек и спасательных плотов.

### Художественное оформление
Интерьеры судна украшены коллекцией произведений современного искусства. В оформлении атриумов использованы работы художников-граффитистов, а рестораны украшают пейзажи Александра Батаева. Каюты оформлены работами студентов МГАХИ им. В. И. Сурикова. В баре «Башкирия» центральное место занимает портрет Мустая Карима, выполненный фотохудожником Владимиром Клавихо-Телепневым.